# Mesochorus tipularius
Mesochorus tipularius là một loài tò vò trong họ Ichneumonidae.